# Jody Scheckter
Jody Scheckter (* 29. Januar 1950 in East London, Südafrika) ist ein südafrikanischer Unternehmer und ehemaliger Automobilrennfahrer. Er startete zwischen 1972 und 1980 zu insgesamt 112 Grand-Prix-Rennen in der Formel 1 und wurde dort 1979 Weltmeister. Seit dem Ende seiner aktiven Karriere betreibt er einen Bio-Bauernhof in Südengland.
In Erinnerung blieb Scheckter einem breiten Publikum vor allem dadurch, dass er über 20 Jahre lang der letzte Ferrari-Weltmeister der Formel 1 war, bevor Michael Schumacher in der Saison 2000 wieder den Titel für den Traditionsrennstall gewann. Scheckters älterer Bruder Ian war ebenfalls kurzzeitig in der Formel 1 aktiv, während sein Sohn Tomas von 2002 bis 2011 in der IndyCar Series startete.

## Rennsportkarriere
Nach dem Gewinn der südafrikanischen Formel-Ford-Meisterschaft in den Jahren 1970 und 1971 setzte Scheckter seine Rennsportkarriere in Europa fort und zog nach Großbritannien, da er in seiner südafrikanischen Heimat kaum weitere Aufstiegschancen gehabt hätte. Bereits 1972 stand er in Watkins Glen am Steuer eines McLaren-Ford erstmals am Start eines Formel-1-Rennens, das er nach einem Dreher auf Platz neun beendete. 1973 gewann Scheckter die britische Formel-5000-Meisterschaft und startete nebenher bei fünf weiteren Grands Prix für McLaren. Den Großen Preis von Frankreich, sein erst drittes F1-Rennen, hätte er von Startplatz zwei aus sogar beinahe gewonnen, bevor er mit dem amtierenden Weltmeister Emerson Fittipaldi kollidierte und ausschied. Beim darauf folgenden Großen Preis von Großbritannien begründete Scheckter seinen vorübergehenden „wilden“ Ruf, als er in Silverstone am Ende der ersten Runde die bis dahin größte Massenkarambolage der Formel-1-Geschichte auslöste.

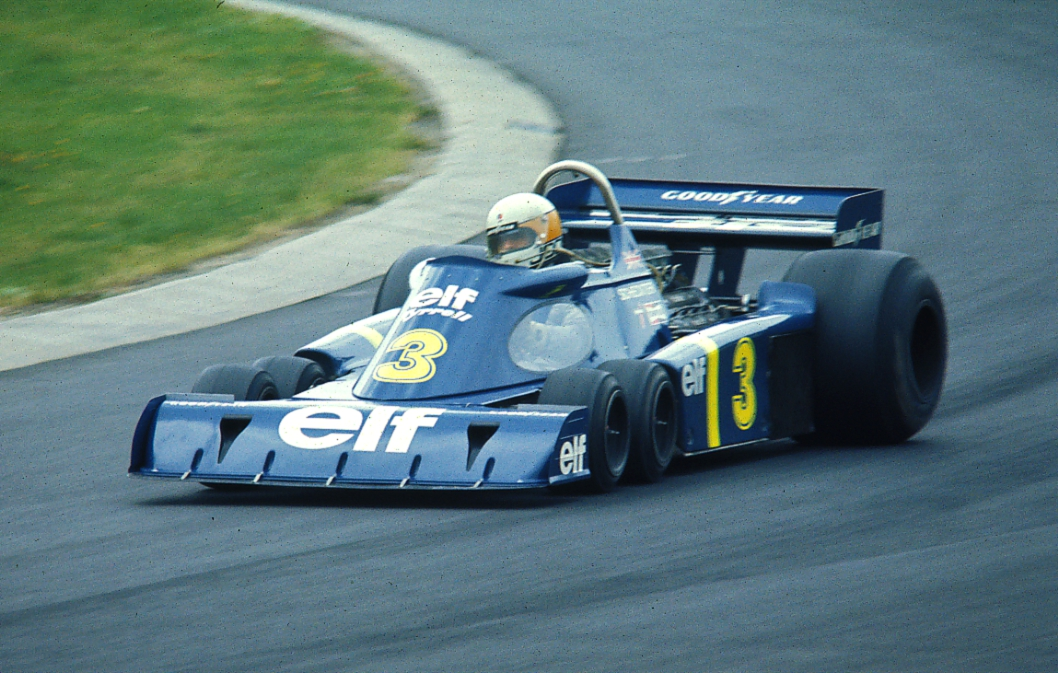
Scheckter 1976 im sechsrädrigen Tyrrell P34 am Nürburgring

Für die Saison 1974 nahm Ken Tyrrell das Nachwuchstalent unter Vertrag, der einen Nachfolger für den scheidenden Weltmeister Jackie Stewart brauchte. In Schweden gelang Scheckter in seinem 13. Rennen der erste Sieg, den sein Teamkollege Patrick Depailler zum Doppelerfolg für Tyrrell komplettierte. Scheckter gewann auch in seiner Wahlheimat Großbritannien und beendete seine erste volle Saison als Dritter der Weltmeisterschaft hinter Emerson Fittipaldi und Clay Regazzoni. Scheckter blieb Tyrrell auch 1975 und 1976 treu und gewann zwei weitere Rennen. 1976 wurde er erneut Meisterschaftsdritter, konnte sich jedoch nicht mit dem neuen Fahrzeugkonzept des Teams anfreunden, das mit dem P34 auf sechs statt auf vier Räder setzte. Er nahm daher das gut dotierte Angebot des austro-kanadischen Ölunternehmers Walter Wolf für ein Cockpit in dessen neuem Team Walter Wolf Racing für 1977 an.

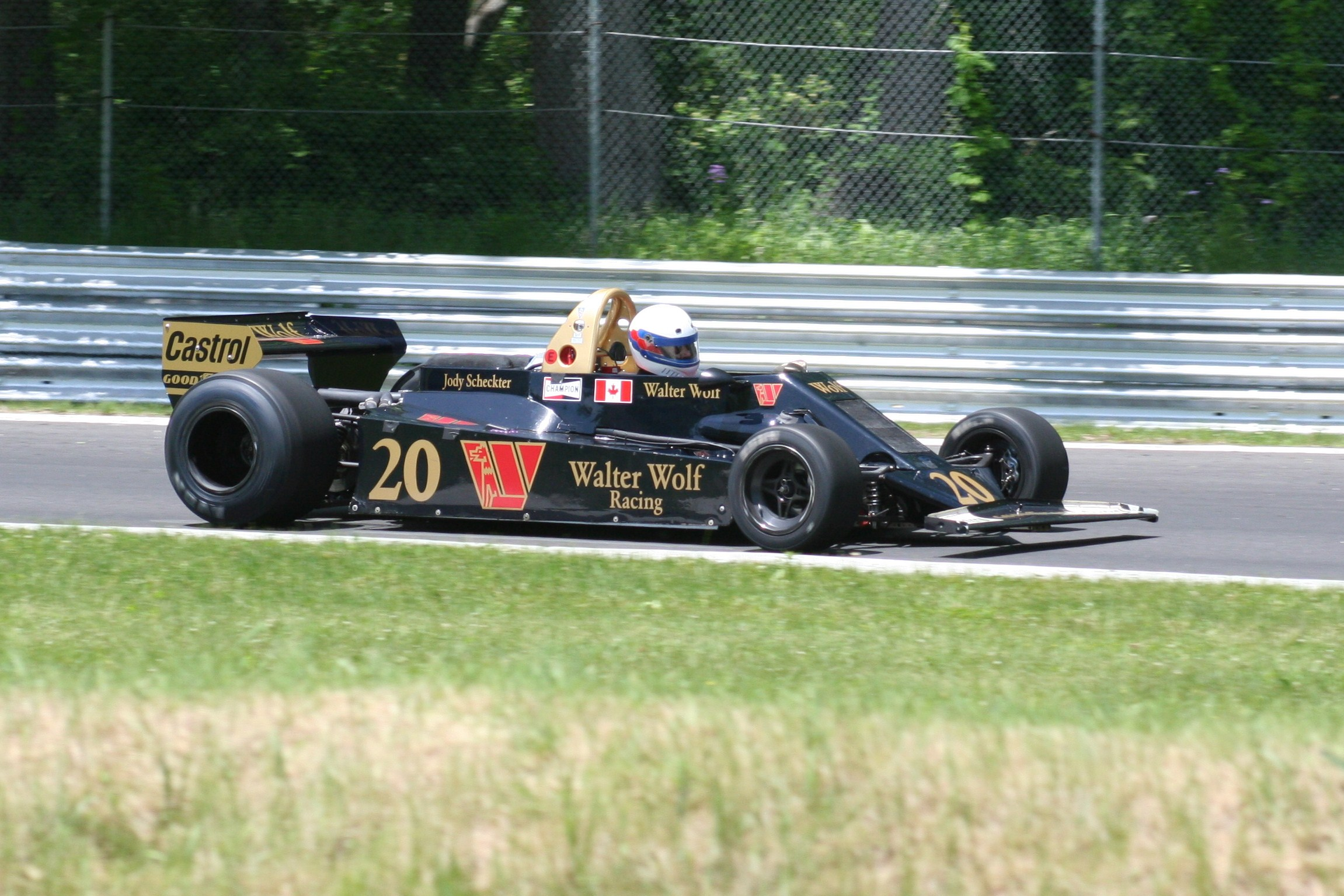
Scheckters Wolf WR6 von 1978 in Lime Rock

Zur Überraschung der Fachwelt gewann Scheckter bereits das erste Rennen mit dem neuen Wolf WR1 in Argentinien und etablierte sich an der Meisterschaftsspitze. Er gewann zwei weitere Rennen in Monaco und Kanada und wurde hinter Niki Lauda im Ferrari Vizeweltmeister. Auch 1978 blieb Scheckter bei Wolf, konnte jedoch an die Erfolge des Debütjahres nicht anschließen. Er stand zwar viermal auf dem Podium, gewann aber kein Rennen und belegte in der Gesamtwertung Platz sieben. Das Angebot von Enzo Ferrari, die Nachfolge des Argentiniers Carlos Reutemann anzutreten, kam ihm da gerade recht. Bereits 1973 hatte Scheckter ein Vertragsangebot Ferraris vorliegen, lehnte es aber mit Verweis auf seine gültigen Vertragsverpflichtungen mit McLaren ab.

Das Helmdesign

1979 startete Scheckter neben dem Kanadier Gilles Villeneuve, der am Anfang seiner Karriere stand und wie Scheckter zu Beginn seiner Laufbahn als wild und besonders mutig galt. Beiden Piloten wurde stets eine außergewöhnliche Fahrzeugbeherrschung nachgesagt. Ferrari hatte sich einen technischen Vorsprung erarbeitet, sodass Scheckter und Villeneuve die Weltmeisterschaft dominieren konnten. Aufgrund seiner Routine behielt Scheckter in diesem Duell aber letztendlich die Oberhand, obwohl sich Villeneuve von der Grundschnelligkeit her als mindestens ebenbürtig erwies. Zudem fanden beide Fahrer einen guten persönlichen Draht zueinander, der von gegenseitigem Respekt geprägt war. Beim Großen Preis von Italien in Monza sicherte sich Scheckter schließlich mit einem Sieg vor seinem Teamkollegen den Weltmeistertitel.
Die Saison 1980 kam einem gewaltigen Absturz gleich – selten hatte ein amtierender Weltmeister ein so wenig konkurrenzfähiges Fahrzeug zur Verfügung. Ferrari hatte mit dem 312T5 eine völlige Fehlkonstruktion an den Start gebracht, mit der Scheckter lediglich beim Großen Preis der USA West in die Punkteränge fahren konnte: In Long Beach sammelte er als Fünfter die einzigen beiden Punkte der Saison. Nachdem er sein Maximalziel – den WM-Titel – bereits erreicht hatte, fehlte ihm die Motivation, seine Karriere auf diesem Level fortzuführen. Er trat daher Ende 1980 vom aktiven Rennsport zurück.

## Laufbahn als Unternehmer
Nach seinem Rücktritt gründete Scheckter in seiner Heimat die Firma FATS (Fire Arms Training System), die sich auf Waffensimulatoren für das Scharfschützentraining spezialisierte. Als er das Unternehmen viele Jahre später verkaufte, lieferte es Produkte in 30 verschiedene Länder und war geschätzte 100 Millionen US-Dollar wert. In den 1990er Jahren gründete Scheckter in England eine Farm für organische und biodynamische Produkte, die anfangs zur Selbstversorgung gedacht war. Mittlerweile beschäftigt Scheckter in seiner Laverstoke Park Farm nahe Basingstoke in Südengland über 100 Mitarbeiter.

## Statistik

### Statistik in der Formel-1-Weltmeisterschaft
Diese Statistik umfasst alle Teilnahmen des Fahrers an der Formel-1-Weltmeisterschaft.

#### Grand-Prix-Siege
| - 1974: Schweden (Anderstorp) - 1974: Großbritannien (Brands Hatch) - 1975: Südafrika (Kyalami) - 1976: Schweden (Anderstorp) - 1977: Argentinien (Buenos Aires) | - 1977: Monaco (Monte Carlo) - 1977: Kanada (Bowmanville) - 1979: Belgien (Zolder) - 1979: Monaco (Monte Carlo) - 1979: Italien (Monza) |

#### Gesamtübersicht
| Saison | Team                   | Chassis                          | Motor                | Rennen | Siege | Zweiter | Dritter | Poles | schn. Runden | Punkte | WM-Pos. |
| ------ | ---------------------- | -------------------------------- | -------------------- | ------ | ----- | ------- | ------- | ----- | ------------ | ------ | ------- |
| 1972   | Yardley Team McLaren   | McLaren M19A                     | Ford Cosworth 3.0 V8 | 1      | –     | –       | –       | –     | –            | –      | 29.     |
| 1973   | Yardley Team McLaren   | McLaren M19C / M23               | Ford Cosworth 3.0 V8 | 5      | –     | –       | –       | –     | –            | –      | 29.     |
| 1974   | Elf Team Tyrrell       | Tyrrell 006 / 007                | Ford Cosworth 3.0 V8 | 15     | 2     | 2       | 2       | –     | 2            | 45     | 3.      |
| 1975   | Elf Team Tyrrell       | Tyrrell 007                      | Ford Cosworth 3.0 V8 | 14     | 1     | 1       | 1       | –     | –            | 20     | 7.      |
| 1976   | Elf Team Tyrrell       | Tyrrell 007 / P34                | Ford Cosworth 3.0 V8 | 16     | 1     | 4       | –       | 1     | 1            | 49     | 3.      |
| 1977   | Walter Wolf Racing     | Wolf WR1 / WR2 / WR3             | Ford Cosworth 3.0 V8 | 17     | 3     | 2       | 4       | 1     | 2            | 55     | 2.      |
| 1978   | Walter Wolf Racing     | Wolf WR1 / WR3 / WR4 / WR5 / WR6 | Ford Cosworth 3.0 V8 | 16     | –     | 2       | 2       | –     | –            | 24     | 7.      |
| 1979   | Scuderia Ferrari SEFAC | Ferrari 312T3 / 312T4            | Ferrari 3.0 B12      | 15     | 3     | 3       | –       | 1     | –            | 60     | 1.      |
| 1980   | Scuderia Ferrari SEFAC | Ferrari 312T5                    | Ferrari 3.0 B12      | 13     | –     | –       | –       | –     | –            | 2      | 19.     |
| Gesamt | Gesamt                 | Gesamt                           | Gesamt               | 112    | 10    | 14      | 9       | 3     | 5            | 255    |         |

#### Einzelergebnisse
| Saison | 1   | 2   | 3   | 4 | 5   | 6   | 7   | 8   | 9   | 10  | 11  | 12  | 13  | 14  | 15  | 16 | 17 |
| ------ | --- | --- | --- | - | --- | --- | --- | --- | --- | --- | --- | --- | --- | --- | --- | -- | -- |
| 1972   |     |     |     |   |     |     |     |     |     |     |     |     |     |     |     |    |    |
|        |     |     |     |   |     |     |     |     |     |     | 9   |     |     |     |     |    |    |
| 1973   |     |     |     |   |     |     |     |     |     |     |     |     |     |     |     |    |    |
|        |     | 9*  |     |   |     |     | DNF | DNF |     |     |     |     | DNF | DNF |     |    |    |
| 1974   |     |     |     |   |     |     |     |     |     |     |     |     |     |     |     |    |    |
| DNF    | 13  | 8   | 5   | 3 | 2   | 1   | 5   | 4   | 1   | 2   | DNF | 3   | DNF | DNF |     |    |    |
| 1975   |     |     |     |   |     |     |     |     |     |     |     |     |     |     |     |    |    |
| 11     | DNF | 1   | DNF | 7 | 2   | 7   | 16* | 9   | 3*  | DNF | 8   | 8   | 6   |     |     |    |    |
| 1976   |     |     |     |   |     |     |     |     |     |     |     |     |     |     |     |    |    |
| 5      | 4   | DNF | DNF | 4 | 2   | 1   | 6   | 2   | 2   | DNF | 5   | 5   | 4   | 2   | DNF |    |    |
| 1977   |     |     |     |   |     |     |     |     |     |     |     |     |     |     |     |    |    |
| 1      | DNF | 2   | 3   | 3 | 1   | DNF | DNF | DNF | DNF | 2   | DNF | 3   | DNF | 3   | 1   | 10 |    |
| 1978   |     |     |     |   |     |     |     |     |     |     |     |     |     |     |     |    |    |
| 10     | DNF | DNF | DNF | 3 | DNF | 4   | DNF | 6   | DNF | 2   | DNF | 12  | 12  | 3   | 2   |    |    |
| 1979   |     |     |     |   |     |     |     |     |     |     |     |     |     |     |     |    |    |
| DNF    | 6   | 2   | 2   | 4 | 1   | 1   | 7   | 5   | 4   | 4   | 2   | 1   | 4   | DNF |     |    |    |
| 1980   |     |     |     |   |     |     |     |     |     |     |     |     |     |     |     |    |    |
| DNF    | DNF | DNF | 5   | 8 | DNF | 12  | 10  | 13  | 13  | 9   | 8   | DNQ | 11  |     |     |    |    |

| Legende  | Legende            | Legende                                                          |
| Farbe    | Abkürzung          | Bedeutung                                                        |
| -------- | ------------------ | ---------------------------------------------------------------- |
| Gold     | –                  | Sieg                                                             |
| Silber   | –                  | 2. Platz                                                         |
| Bronze   | –                  | 3. Platz                                                         |
| Grün     | –                  | Platzierung in den Punkten                                       |
| Blau     | –                  | Klassifiziert außerhalb der Punkteränge                          |
| Violett  | DNF                | Rennen nicht beendet (did not finish)                            |
| Violett  | NC                 | nicht klassifiziert (not classified)                             |
| Rot      | DNQ                | nicht qualifiziert (did not qualify)                             |
| Rot      | DNPQ               | in Vorqualifikation gescheitert (did not pre-qualify)            |
| Schwarz  | DSQ                | disqualifiziert (disqualified)                                   |
| Weiß     | DNS                | nicht am Start (did not start)                                   |
| Weiß     | WD                 | zurückgezogen (withdrawn)                                        |
| Hellblau | PO                 | nur am Training teilgenommen (practiced only)                    |
| Hellblau | TD                 | Freitags-Testfahrer (test driver)                                |
| ohne     | DNP                | nicht am Training teilgenommen (did not practice)                |
| ohne     | INJ                | verletzt oder krank (injured)                                    |
| ohne     | EX                 | ausgeschlossen (excluded)                                        |
| ohne     | DNA                | nicht erschienen (did not arrive)                                |
| ohne     | C                  | Rennen abgesagt (cancelled)                                      |
| ohne     | keine WM-Teilnahme |                                                                  |
| sonstige | P/fett             | Pole-Position                                                    |
| sonstige | 1/2/3/4/5/6/7/8    | Punktplatzierung im Sprint-/Qualifikationsrennen                 |
| sonstige | SR/kursiv          | Schnellste Rennrunde                                             |
| sonstige | *                  | nicht im Ziel, aufgrund der zurückgelegten Distanz aber gewertet |
| sonstige | ()                 | Streichresultate                                                 |
| sonstige | unterstrichen      | Führender in der Gesamtwertung                                   |